# Pothos polystachyus
Pothos polystachyus là một loài thực vật có hoa trong họ Ráy (Araceae). Loài này được Engl. & K.Krause miêu tả khoa học đầu tiên năm 1916.